# 1985 au Belize
Chronologie du Belize
- 1981
- 1982
- 1983
- 1984
- 1985
- 1986
- 1987
- 1988
- 1989

Cet article présente les faits marquants de l'année 1985 au Belize.

## Gouvernement
- Monarque : Élisabeth II
- Gouverneur général : Elmira Minita Gordon
- Premier ministre : Manuel Esquivel
- Chef de l'opposition : Florencio Marin (en)

## Statistiques
- x

## Évènements

### Non daté
- Élections municipales béliziennes de 1983-1985
- La baisse des prix du sucre conduit Tate & Lyle à fermer l'usine sucrière de Corozal (en) et à céder 90 % de sa participation dans l'usine de Tower Hill à ses employés[1],[2].

### Janvier
- x

### Février
- x

### Mars
- x

### Avril
- Elijio Briceño, ancien ministre de l’Énergie, est arrêté dans un hôtel de Miami par des agents de la Drug Enforcement Administration américaine (DEA). Il est ensuite inculpé de trafic de drogues[3].

### Mai
- x

### Juin
- 19 juin : pendaison de Kent Bowers (en), condamné à mort pour meurtre[4]. Ce sera la dernière exécution au Belize (Peine de mort au Belize).

### Juillet
- x

### Août
- x

### Septembre
- jugé, Elijio Briceño est condamné à sept ans de prison et à une amende de 50 000 dollars[5].
- 21 septembre : Fête nationale.

### Octobre
- visite de la Reine Élisabeth II au Belize[6].

### Novembre
- x

### Décembre
- x

## Sport
- Fondation du Victoria/Corozal Football Club (en) à Corozal Town.

## Naissances
- 16 avril : Gregory Lovell, coureur cycliste.

## Décès
- x